# Liste des maires d'Argelès-Gazost

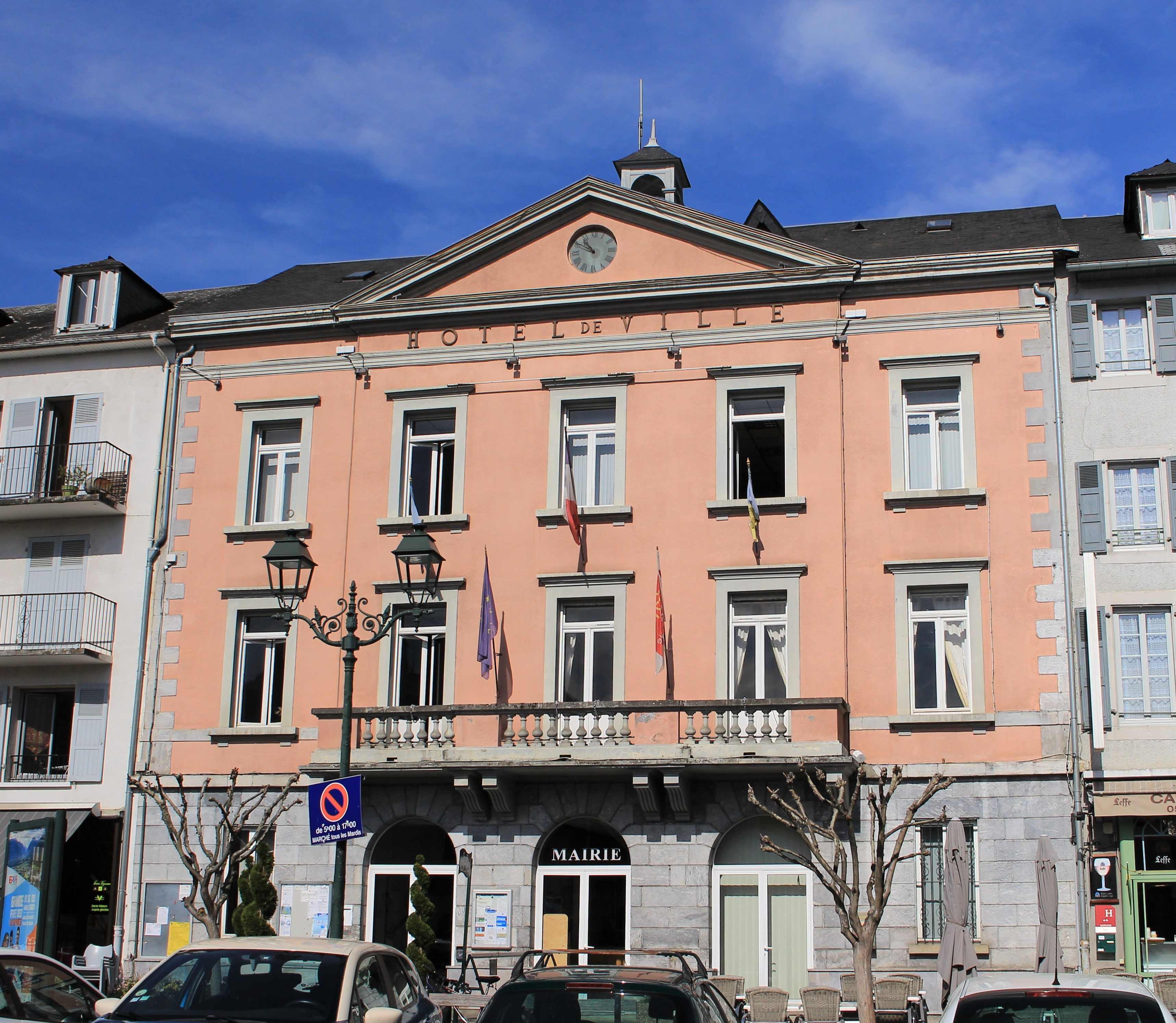
La mairie en 2023.

## Liste des maires
La liste des maires est connue par la lecture des archives municipales.
| Période        | Période       | Identité             | Étiquette | Qualité                                                                     |
| -------------- | ------------- | -------------------- | --------- | --------------------------------------------------------------------------- |
| 1795           |               | Joseph Michel Rouy   |           |                                                                             |
| 1800           |               | Pierre Duhort        |           | Notaire                                                                     |
| mai 1807       |               | Lucien Guichard      |           |                                                                             |
| octobre 1830   |               | Jean-Baptise Sassere |           | Notaire                                                                     |
| janvier 1852   |               | Lucien Bergugnat     |           |                                                                             |
| août 1852      |               | Jacques Barzun       |           |                                                                             |
| août 1855      |               | Jean Petourne        |           | Adjoint faisant fonctions de maire                                          |
| avril 1856     |               | François Fontan      |           |                                                                             |
| avril 1859     |               | Jacques Sassere      |           |                                                                             |
| février 1867   |               | Clément Byasson      |           |                                                                             |
| septembre 1870 |               | Jean-Pierre Cénac    |           | Médecin                                                                     |
| avril 1874     |               | Michel Alicot        |           | Ancien sous-préfet Député (1876-1877)                                       |
| juillet 1877   |               | Joseph Plante        |           |                                                                             |
| mars 1878      |               | Jean-Pierre Cénac    |           | Médecin                                                                     |
| février 1822   |               | Michel Cénac         |           |                                                                             |
| septembre 1902 | novembre 1902 | Délégation spéciale  |           |                                                                             |
| novembre 1902  |               | Gaston Fourcade      |           |                                                                             |
| mai 1904       |               | Charles Cénac        |           |                                                                             |
| juillet 1905   |               | Joseph Peyrafitte    |           |                                                                             |
| mars 1908      |               | Jacques Courrèges    |           |                                                                             |
| mars 1909      |               | Pierre Daléas        |           |                                                                             |
| mai 1917       |               | François Baudéan     |           |                                                                             |
| juin 1919      |               | Victor Abbadie       |           |                                                                             |
| décembre 1919  |               | Charles Barrau       |           |                                                                             |
| février 1920   |               | Jules Peyrafitte     |           |                                                                             |
| mai 1925       |               | Victor Abbadie       |           |                                                                             |
| mai 1929       |               | Jules Peyrafitte     |           |                                                                             |
| mai 1935       |               | Marcel Lemettre      |           | Pharmacien                                                                  |
| août 1944      |               | Victor Abbadie       |           |                                                                             |
| mai 1945       | janvier 1946  | Alfred Pers          |           |                                                                             |
| mars 1946      |               | Victor Abbadie       |           |                                                                             |
| novembre 1947  | février 1961  | Marcel Lemettre      |           | Pharmacien                                                                  |
| février 1961   | mars 1971     | Pierre Pérus         | CNIP      | Médecin Conseiller général du canton d'Argelès-Gazost (1949-1982)           |
| mars 1971      | mars 1989     | Maurice Coiquil      | MRG       | Médecin Conseiller général du canton d'Argelès-Gazost (1982-1988)           |
| mars 1989      | mars 2008     | Robert Coll          | UDF       | Chef d'entreprise Conseiller général du canton d'Argelès-Gazost (1988-1994) |
| mars 2008      | mars 2014     | Francis Cazenavette  | SE        |                                                                             |
| mars 2014      | mars 2020     | Dominique Roux       | SE        | Retraité                                                                    |
| mars 2020      | en cours      | Gaëlle Vallin        | SE        |                                                                             |